# Professor Challenger
George Edward Challenger, beter bekend als professor Challenger, is een personage bedacht door de Britse auteur Sir Arthur Conan Doyle. Het personage komt voor in vijf boeken van Arthur Conan Doyle, waarvan The Lost World het bekendste is. Tevens is het personage door andere auteurs gebruikt in hun werken.
Het personage komt buiten de boeken voor in elke verfilming van The Lost World.

## Omschrijving
In tegenstelling tot Arthur Conan Doyles eerdere personage, Sherlock Holmes, is professor Challenger een agressief en dominant figuur. In The Lost World wordt hij door het personage Edward Malone omschreven als een grote man met een zwarte baard, blauwgrijze ogen die erg helder en kritisch lijken, grote handen, en een donderende stem.
Challenger is op het gebied van de wetenschap een manusje-van-alles. Hij lost elk probleem op, en redt zich uit iedere situatie. Hij heeft alleen de slechte gewoonte om daarbij geregeld andere mensen te beledigen of af te kraken. Challenger is in vele opzichten brutaal, wreed en zonder sociaal geweten, maar kan desondanks erg loyaal zijn. Hij is getrouwd met een Franse vrouw, die in de boeken niet bij naam wordt genoemd.
Net als bij Sherlock Holmes baseerde Arthur Conan Doyle professor Challenger op een echt persoon — in dit geval professor Ernest Rutherford, een leraar aan Conan Doyles medische school.
Volgens The Lost World is Challenger geboren in Largs, een dorp in Strathclyde, Schotland, in 1863. Hij heeft gestudeerd aan de Universiteit van Edinburgh en is professor in geneeskunde, zoölogie en antropologie.

## Boeken

### Door Arthur Conan Doyle
- 1912- The Lost World: Challenger onderneemt met een groep avonturiers een reis naar een afgelegen plateau in Zuid-Amerika, waar nog prehistorische dieren leven.
- 1913 - The Poison Belt, de aarde passeert een wolk van giftige ether.
- 1926 - The Land of Mist, een verhaal over het bovennatuurlijke.
- 1927 - The Disintegration Machine, een verhaal over de nieuwe uitvinding van een wetenschapper genaamd Theodore Nemor, en de gevaren die deze mogelijk met zich meebrengt.
- 1928 - When the World Screamed, over Challenger's World Echidna-theorie.

### Door andere auteurs
- The Footprints on the Ceiling door Jules Caister in zijn bloemlezing Rather Like uit 1919. In het verhaal moet Sherlock Holmes de vermiste, en mogelijk ontvoerde, professor Challenger opsporen.

- Sherlock Holmes's War of the Worlds door Manly Wade Wellman en Wade Wellman. Een verhaal waarin H. G. Wells' The War of the Worlds wordt verteld vanuit het perspectief van Sherlock Holmes en professor Challenger.

- Osamu Tezuka publiceerde in 1948 een mangaversie van Sir Arthur Conan Doyle's The Lost World. Hij gaf echter een geheel nieuwe draai aan het verhaal.

- Return to the Lost World: een vervolg op “The Lost World” geschreven door Nicholas Nye.

- Challenger speelt samen met Nikola Tesla een grote rol in twee van Ralph Vaughan's vier boeken over een cross-over tussen Sherlock Holmes en H. P. Lovecraft, te weten The Adventure of the Dreaming Detective (1992) en Sherlock Holmes and the Terror Out of Time (2001).

- Dinosaur Summer: een vervolg op “The Lost World” geschreven door Greg Bear. Speelt zich 30 jaar na het oorspronkelijke verhaal af.
- Professor Challenger in Space, een boek uit 2000 door Stephen Theaker. In dit verhaal reizen Challenger, Summerlee, Lord Roxton en Malone af naar de maan.

- Professor Challenger staat gepland voor de aankomende derde serie van de stripreeks The League of Extraordinary Gentlemen.

## In film en televisie
Professor Challenger werd voor het eerst gespeeld door zijn bedenker, Arthur Conan Doyle, toen die zich verkleedde als het personage voor een fotoreportage die is verwerkt in de eerste publicatie van The Lost World.
Wallace Beery speelde Challenger in de eerste verfilming van “The Lost World” uit 1925.
Claude Rains vertolkte de rol in de film uit 1960
John Rhys-Davies was Challenger in de film uit 1992.
Patrick Bergin speelde Challenger in de film uit 1998.
Peter McCauley speelde Challenger in de televisieserie The Lost World.
Bob Hoskins speelde professor Challenger in de film uit 2001.
Bruce Boxleitner speelde Challenger in de film King of the Lost World uit 2005.